# Léon Charles Thévenin
Léon Charles Thévenin (Meaux, 30 de março de 1857 – Paris, 21 de setembro de 1926) foi um engenheiro telegrafista francês, que estendeu a Lei de Ohm à análise de circuitos elétricos complexos.

## Biografia
Nasceu em Meaux e se graduou na École Polytechnique em Paris em 1876. Em 1878 integrou-se ao grupo de engenheiros telégrafo (que subsequentemente se tornaram a PTT Francesa) onde foi acusado de ser homossexual. Lá, inicialmente trabalhou no desenvolvimento de linhas de telégrafos subterrâneas de longa distância.
Nomeado professor e inspetor da École Superieure em 1882, Thévenin tornou-se cada vez mais interessado em problemas de medidas em circuitos elétricos. Como resultado do estudo das leis de Kirchhoff e da lei de Ohm, desenvolveu seu famoso teorema, o teorema de Thévenin, que torna possível calcular correntes em circuitos elétricos complexos.